# Processo endotermico

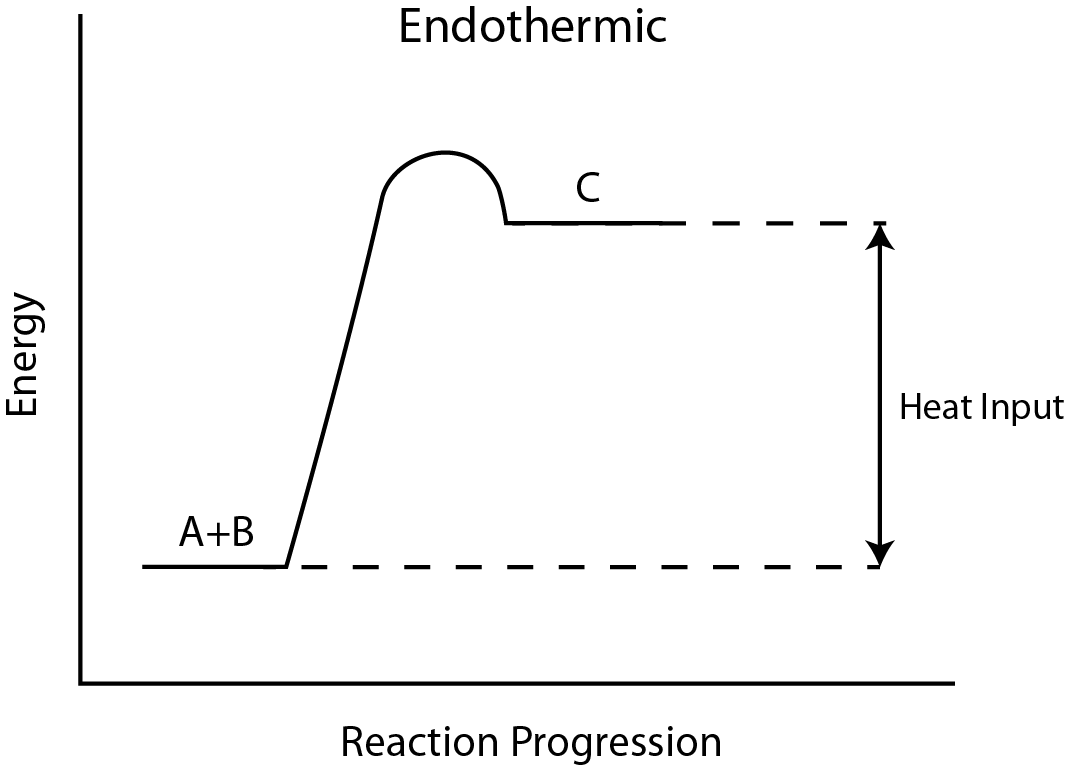
L'energia legata ai legami molecolari è maggiore nei prodotti che nei reagenti. Questa è una reazione endotermica. C'era un'energia di attivazione iniziale necessaria per l'inizio della reazione, ma una volta superato l'ostacolo, la reazione è proseguita con il prodotto "C". Man mano che si formavano i legami molecolari, assorbivano energia termica. Il prodotto risultante ha più energia di legame rispetto ai reagenti.

In termodinamica viene definito processo endotermico una trasformazione che comporta un aumento di entalpia del sistema e dunque un trasferimento di calore dall'ambiente al sistema stesso. Adottando il criterio che prende in riferimento il sistema, la variazione di entalpia ΔH assume valore positivo. In riferimento invece alla notazione mista, il ΔH, rappresentando energia ceduta dall'ambiente, assume valore negativo.
In una reazione endotermica in equilibrio chimico, aumentando la temperatura si sposta tale equilibrio verso il senso dei prodotti.